# 2. februar
2. februar er dag 33 i året, i den gregorianske kalender. Der er 332 dage tilbage af året (333 i skudår).
Kyndelmisse er en fordanskning af de latinske ord for "lysmesse": kyndel = candela = lys, og missa = messe. "Når kyndelmisse slår sin knude ..." I gammel tid var dette årets koldeste dag.

### Begivenheder
Født - Dødsfald
- 962 - Den tyske konge Otto den Store krones til tysk-romersk kejser af pave Johannes 12.
- 1032 - Konrad 2. (Tysk-romerske rige) bliver konge af Burgund
- 1388 - Det norske rigsråd anerkender Margrete 1. af Danmark som tronfølger og kårer hendes stedsøn Erik af Pommern som norsk tronfølger.
- 1709 - Alexander Selkirk reddes fra et skibsvrag på en øde ø, og hans historie inspirerer Daniel Defoe til at skrive Robinson Crusoe.
- 1851 - Den danske hær vender tilbage til København, hvor den hyldes for sine sejre i treårskrigen.
- 1854 - Telegraflinjen fra København til Altona blev indviet.
- 1864 - Slaget ved Mysunde syd for Slien i 2. slesvigske krig.
- 1878 - Grækenland erklærer krig mod Tyrkiet.
- 1920 - Freden i Tartu mellem Sovjetunionen og Estland
- 1933 - Adolf Hitler suspenderer det tyske parlament.
- 1971 - Efter af have afsat præsident Milton Obote ved et militærkup erklærer Idi Amin sig som ny præsident i Uganda.
- 1989 - De sidste sovjetiske tropper forlader Kabul, hvilket markerer afslutningen på ni års sovjetisk militær besættelse af Afghanistan.
- 1990 - Apartheid: Sydafrikas præsident F.W. de Klerk ophæver forbuddet mod African National Congress og lover at løslade Nelson Mandela.
- 2002 - Hollands kronprins Willem-Alexander gifter sig med den argentinskfødte Máxima Zorreguieta.

### Født
- 1455 - Hans, dansk konge (død 1513).
- 1820 - Hans Egede Schack, dansk politiker og forfatter (død 1859).
- 1875 - Fritz Kreisler, østrigsk violinist (død 1962).
- 1882 - James Joyce, irsk forfatter (død 1941).
- 1886 - Peter Freuchen, dansk journalist, forfatter og opdagelsesrejsende (død 1957).
- 1894 - Jens Sønderup, dansk landmand, politiker og minister (død 1978).
- 1897 - Povl Sabroe, dansk journalist, redaktør og revydirektør (død 1984).
- 1911 - Jussi Björling, svensk sanger (død 1960).
- 1912 - Millvina Dean, sidste overlevende fra RMS Titanics forlis (død 2009).
- 1913 - Poul Reichhardt, dansk skuespiller og sanger (død 1985).
- 1914 - Olaf Pooley, britisk skuespiller og forfatter (død 2015).
- 1917 - Đỗ Mười, vietnamesisk politiker (død 2018).
- 1918 - Thorkild Bjørnvig, dansk digter og litteraturhistoriker (død 2004).
- 1918 - Hella S. Haasse, hollandsk forfatter (død 2011).
- 1926 - Valéry Giscard d'Estaing, fransk politiker (død 2020).
- 1927 - Stan Getz, amerikansk jazzsaxofonist (død 1991).
- 1932 - Jens Jørgen Thorsen, dansk billedkunstner og filminstruktør (død 2000).
- 1938 - Sergio Ortega, chilensk komponist (død 2003).
- 1939 - Pil Dahlerup, dansk litteraturhistoriker.
- 1940 - David Jason, britisk skuespiller.
- 1944 - Bjørn Westh, dansk landinspektør og tidligere minister.
- 1945 - Hamid El Mousti, marokkansk-dansk erhvervsvejleder og kommunalpolitiker.
- 1945 - Bashy Quraishy, pakistansk-dansk ingeniør og politiker.
- 1946 - Isaias Afewerki, Eritreas præsident.
- 1947 – Farrah Fawcett, Amerikansk skuespiller (død 2009).
- 1952 - Park Geun-hye, Sydkoreas præsident.
- 1954 - Hansi Hinterseer, Østrigsk musiker og skiløber.
- 1956 - Adnan Oktar tyrkisk forfatter født.
- 1961 - Lars Olsen, dansk fodboldspiller og -træner.
- 1972 - Todi Jónsson, færøsk fodboldspiller.
- 1975 - Donald Driver, forhenværende amerikansk football spiller.
- 1975 - Ibi Makienok, dansk model og skuespillerinde.
- 1977 - Shakira, colombiansk sangerinde.
- 1986 - Gemma Arterton, engelsk skuespiller og sanger.
- 1987 - Gerard Piqué, spansk fodboldspiller.
- 1990 - María Clara Alonso, argentinsk skuespillerinde, stemmeskuespillerinde, sangerinde, tv-vært og model.
- 1994 - Julia Garner, amerikansk skuespiller og model.

### Dødsfald
- 1594 - Giovanni Pierluigi da Palestrina, italiensk komponist (født 1525).
- 1893 - Carl Christopher Georg Andræ, dansk militærmand, matematiker og politiker (født 1812).
- 1921 – Antonio Jacobsen, dansk-amerikansk maler (født 1850).
- 1956 - Axel Frische, dansk skuespiller, manuskriptforfatter og instruktør (født 1877).
- 1969 - Boris Karloff, engelsk skuespiller (født 1887).
- 1970 - Bertrand Russell, britisk filosof og modtager af Nobelprisen i litteratur (født 1872).
- 1971 - Knud Vad Thomsen, dansk komponist (født 1905).
- 1973 - Knud Agger, dansk maler (født 1895).
- 1977 - Harald Petersen, dansk jurist og minister (født 1895).
- 1979 - Sid Vicious, engelsk musiker i Sex Pistols (født 1957) - narkotikaoverdosis.
- 1987 - Alistair MacLean, skotsk forfatter (født 1922).
- 1993 - Jørgen Læssøe, dansk assyriolog (født 1924).
- 1996 - Gene Kelly, amerikansk danser, skuespiller og instruktør (født 1912).
- 2000 - Katty Tørnæs, dansk direktør og politiker (født 1948).
- 2005 - Birgitte Federspiel, dansk skuespillerinde (født 1925).
- 2005 - Max Schmeling, tysk bokser (født 1905).
- 2008 - Barry Morse, engelsk forfatter (født 1918).
- 2013 - Chris Kyle, amerikansk morderisk finskytte og snigskytte (født 1974).
- 2018 - Ole Thestrup, dansk skuespiller (født 1948).

|  | Denne datoartikel kan blive bedre, hvis der indsættes et (bedre) billede Du kan hjælpe ved at afsøge Wikimedia Commons for et passende billede eller uploade et godt billede til Wikimedia Commons iht. de tilladte licenser og indsætte det i artiklen. |